# ایدانیا رامیرز
ایدانیا رامیرز (انگلیسی: Idania Ramírez؛ زادهٔ ۲۷ اکتبر ۱۹۸۸) بازیکن فوتبال اهل بلیز است.
وی همچنین در تیم ملی فوتبال Belize بازی کرده‌است.